# Johann Philipp von Wurzelbauer
Johann Philipp von Wurzelbauer (también escrito Wurzelbaur, Wurzelbau, Wurtzelbaur, Wurtzelbau) (28 de septiembre de 1651 - 21 de julio de 1725) fue un astrónomo alemán.

## Semblanza
Originario de Núremberg, Wurzelbauer era un comerciante que se convirtió en astrónomo. Cuando era joven, estaba profundamente interesado en las matemáticas y la astronomía, pero se había visto obligado a ganarse la vida como comerciante. Se casó dos veces: su primer matrimonio fue con María Magdalena Petz (1656-1713), y el segundo con Sabina Dorothea Kress (1658-1733). Petz le dio seis hijos.
Su primera publicación fue un trabajo describiendo sus observaciones sobre el gran cometa de 1680, e inicialmente comenzó su trabajo en un observatorio privado situado en un castillo de Spitzenberg (completamente destruido durante la Segunda Guerra Mundial), propiedad de Georg Christoph Eimmart, director de la academia de pintores de Núremberg. Wurzelbauer tenía 64 años cuando comenzó su segunda carrera, pero demostró ser un asistente capaz de Eimmart. Todavía se conserva un gran cuadrante de sus días en el observatorio de Eimmart.
Después de 1682, Wurzelbauer poseía su propio observatorio e instrumentos astronómicos. Observó el tránsito de Mercurio, eclipses solares, y calculó la latitud geográfico de su ciudad natal. Después de 1683, se había retirado completamente de la vida empresarial para dedicarse a la astronomía.
Hacia 1700 se había convertido en el astrónomo más conocido en Núremberg. Por sus servicios en el campo de la astronomía, fue ennoblecido en 1692 por Leopoldo I de Habsburgo y agregó el von a su nombre. Fue miembro de las Academias Francesa y Prusiana de Ciencias.

## Escritos
- Uranies Noricae basis astronomico-geographica. Nürnberg: Selbstverlag 1697
- Herrn Christian Huygens Cosmotheoros oder weltbetrachtende Muthmassungen von den himmlischen Erdkugeln und deren Schmuck. Übers. von Johann Philipp Wurzelbaur. Leipzig 1703
- Stabilimentum baseos Uranies Noricae astronomico-geographicae Norimbergae Anno 1713
- Uranies Noricae basis astronomica. Nürnberg: Selbstverlag 1719
- Opera Geographica-Astronomica. Nürnberg: Peter Conrad Monath 1728

## Eponimia
- El cráter lunar Wurzelbauer lleva este nombre en su memoria.[2]